# HD 102117
HD 102117 é uma estrela na Constelação de Centaurus. Tem uma magnitude aparente visual de 7,45, sendo fraca demais para ser vista a olho nu. De acordo com dados de paralaxe, do segundo lançamento do catálogo Gaia, está localizada a uma distância de 129 anos-luz (39,6 parsecs) da Terra. Sua magnitude absoluta é igual a 4,35.
HD 102117 é classificada com um tipo espectral de G6V, o que significa que é uma estrela de classe G da sequência principal. Apesar de ser um pouco mais fria que o Sol com uma temperatura efetiva de 5 730 K, é maior e mais brilhante, com 107% da massa solar, 121% do raio solar e 140% da luminosidade solar, o que pode indicar que é mais evoluída. Sua idade é estimada em 6,1 bilhões de anos. A estrela tem uma metalicidade alta, com cerca de duas vezes a abundância de ferro do Sol, e um baixo nível de atividade cromosférica.
Em 2005 foi descoberto um planeta extrassolar orbitando HD 102117, anunciado independentemente por dois grupos, do Anglo-Australian Planet Search e do HARPS. Ambos utilizaram espectroscopia Doppler para detectar as variações na velocidade radial da estrela conforme ela orbita o centro de massa do sistema. Foram encontrados parâmetros orbitais muito parecidos, mas as medições do HARPS possuem uma precisão maior, com um desvio médio de apenas 0,9 m/s em relação à melhor solução. O planeta tem uma massa mínima de 17% da massa de Júpiter e orbita próximo da estrela em uma órbita pouco excêntrica com um período curto de 20,81 dias e um semieixo maior de 0,15 UA.
| Planeta | Massa             | Semieixo maior (UA) | Período orbital (dias) | Excentricidade |
| ------- | ----------------- | ------------------- | ---------------------- | -------------- |
| b       | >0,172 ± 0,020 MJ | 0,1532 ± 0,0088     | 20,8133 ± 0,0064       | 0,121 ± 0,082  |